# Convenția CMR

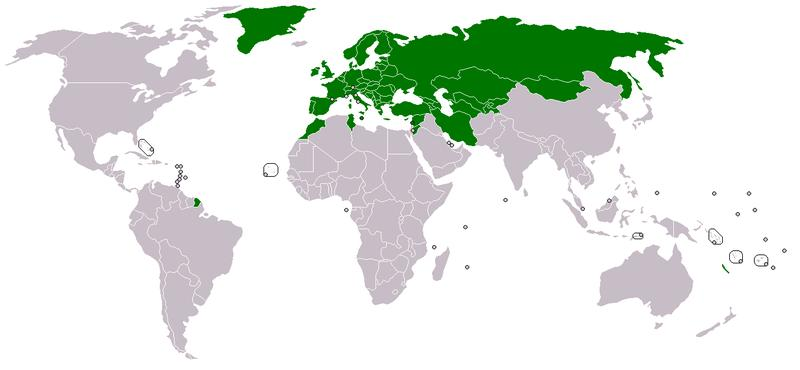
Țările care au semnat convenția

Convenția CMR (denumirea completă a Convenției privind contractul de transport rutier internațional de mărfuri) este o convenție a Organizației Națiunilor Unite, semnată la Geneva la 19 mai 1956. Aceasta se referă la diverse aspecte juridice privind transportul rutier de mărfuri. Acesta a fost ratificat de majoritatea statelor europene. În februarie 2017, a fost ratificat de 44 de state.
Pe baza CMR, Uniunea Internațională a Transporturilor Rutiere (IRU) a elaborat o scrisoare de trăsură standard CMR. Foaia de parcurs CMR este pregătită în trei limbi. Pe spate este textul din nou în trei limbi. Aceasta contribuie la acceptarea și recunoașterea scrisorii de trăsură în întreaga Europă. Verificat de către vamă și poliție, trebuie să existe un document de transport atunci când transportul este transportat. Documentul în sine nu este prescris; există minimum de informații necesare privind CMR. Dacă sunt expediate substanțe periculoase, sunt necesare unele informații suplimentare, după cum se descrie în ADR.

## Legături externe
- Full text of the convention Arhivat în 25 martie 2019, la Wayback Machine.
- Ratifications.
- UNILAW Database: Full text Status Caselaw Bibliography